# Synapsie
Ne doit pas être confondu avec Synapsida, Synapse, Synapsis ou Synopsis.
La synapsie est un mode de formation des mots.
Le terme a été proposé par Émile Benveniste (Problèmes de linguistique générale, t2, p.174) 
« ...tous les éléments sont en principes idiomatiques et de forme libre et ... peuvent être eux-mêmes des synapsies, ils sont reliés par des joncteurs, principalement de et à, et leur ordre est toujours déterminé + déterminant ».
Le mot pomme de terre en est un exemple.

## Sources
Gaston Gross, Les expressions figées en français. Noms composés et autres locutions. Paris, Éditions Ophrys, 1996.